# ألين بوكانان (ضابط)
ألين بوكانان (بالإنجليزية: Allen Buchanan) هو ضابط أمريكي، ولد في 22 ديسمبر 1876 في إيفانسفيل في الولايات المتحدة، وتوفي في 12 يناير 1940.